# 丹·拉瑟
丹尼爾·歐文·“丹”·拉瑟（Daniel Irvin "Dan" Rather, Jr.，1931年10月31日—），美國記者、新聞主播。曾任美國哥倫比亞廣播公司的CBS晚間新聞的當家主播，此外也是新聞雜誌節目《60分鐘》的主持人。曾任美聯社記者，駐達拉斯、伦敦、西贡（現越南胡志明市）特派員。因報導布希總統逃避兵役的新聞引發爭議，於2005年3月9日後告別主播台，自1981年3月9日登上晚間新聞當家主播算起，擔任此一職位長達24年整。
1980年代與1990年代間，丹·拉瑟與ABC新聞的彼得·詹寧斯以及NBC新聞的湯姆·布洛考被合稱為新聞界的「三巨頭」。三人各自在自己的頻道主持旗艦晚間新聞節目超過二十載，且三人都相繼在不到一年內同時退休。

## 早年

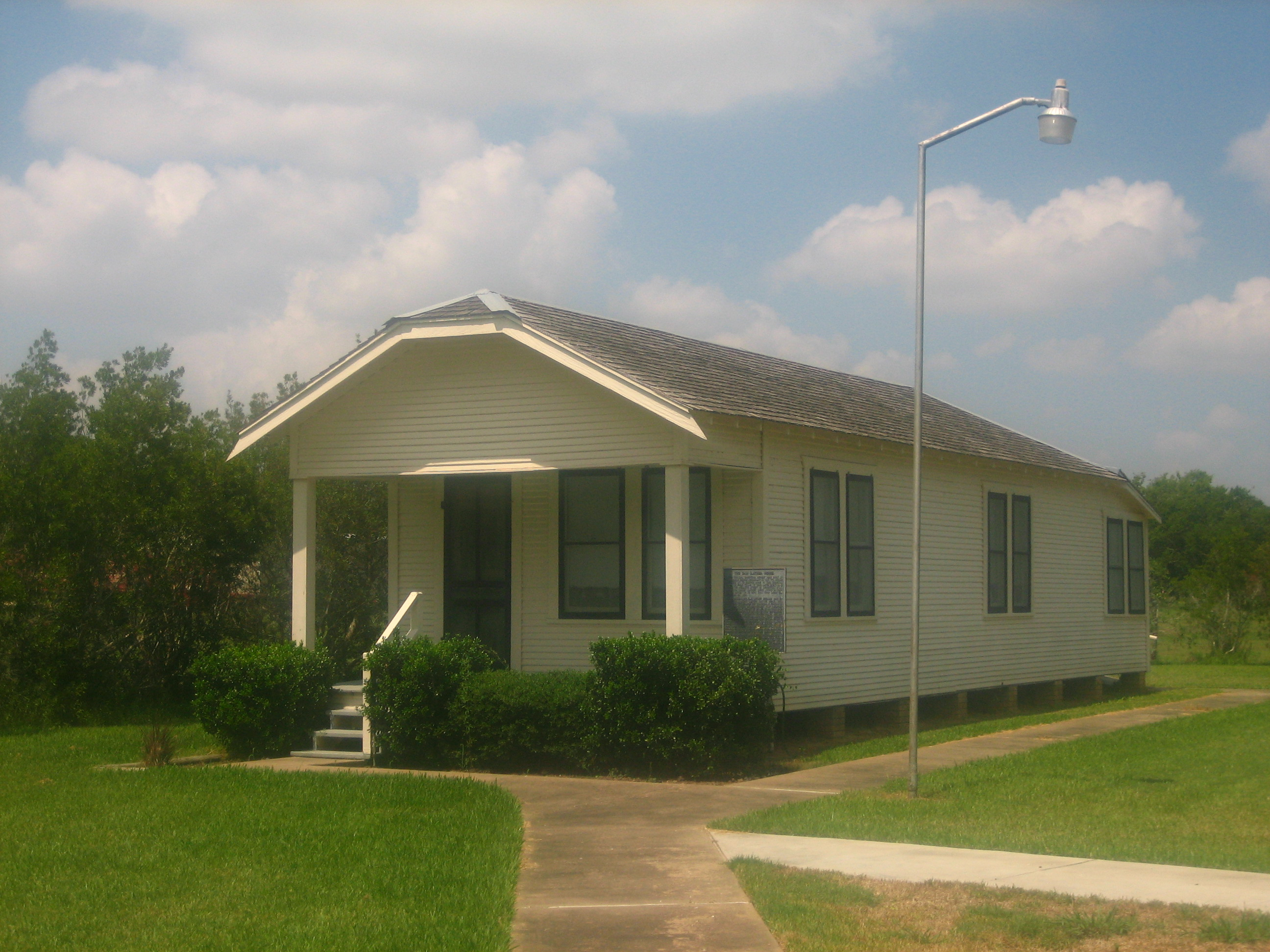
拉瑟童年時的家，重建於瓦頓郡博物館

1931年10月31日，丹尼爾‧厄文‧拉瑟二世出生於德州瓦頓郡，其父是丹尼爾‧厄文‧拉瑟一世，為溝渠挖掘工，其母為Byrl Veda Page。拉瑟家後來遷到休士頓，丹也在休士頓就讀愛小學和漢米爾頓中學。1950年，他從休士頓約翰‧H‧雷根高中畢業，接著在1953年，於山姆休士頓州立大學取得新聞學士學位，同時也是校刊《休士頓人》的編輯。他也是山休州大「騎士（Caballeros）」的成員，也就是現在還活躍的Epsilon Psi chapter of the Sigma Chi fraternity的前身。畢業後，他曾短暫就讀南德州法學院，該校也在1990年授予他榮譽法學博士學位。1954年，拉瑟加入美國海軍陸戰隊，但因為小時候曾罹患風濕熱，很快就被除役。

## 早期職業生涯

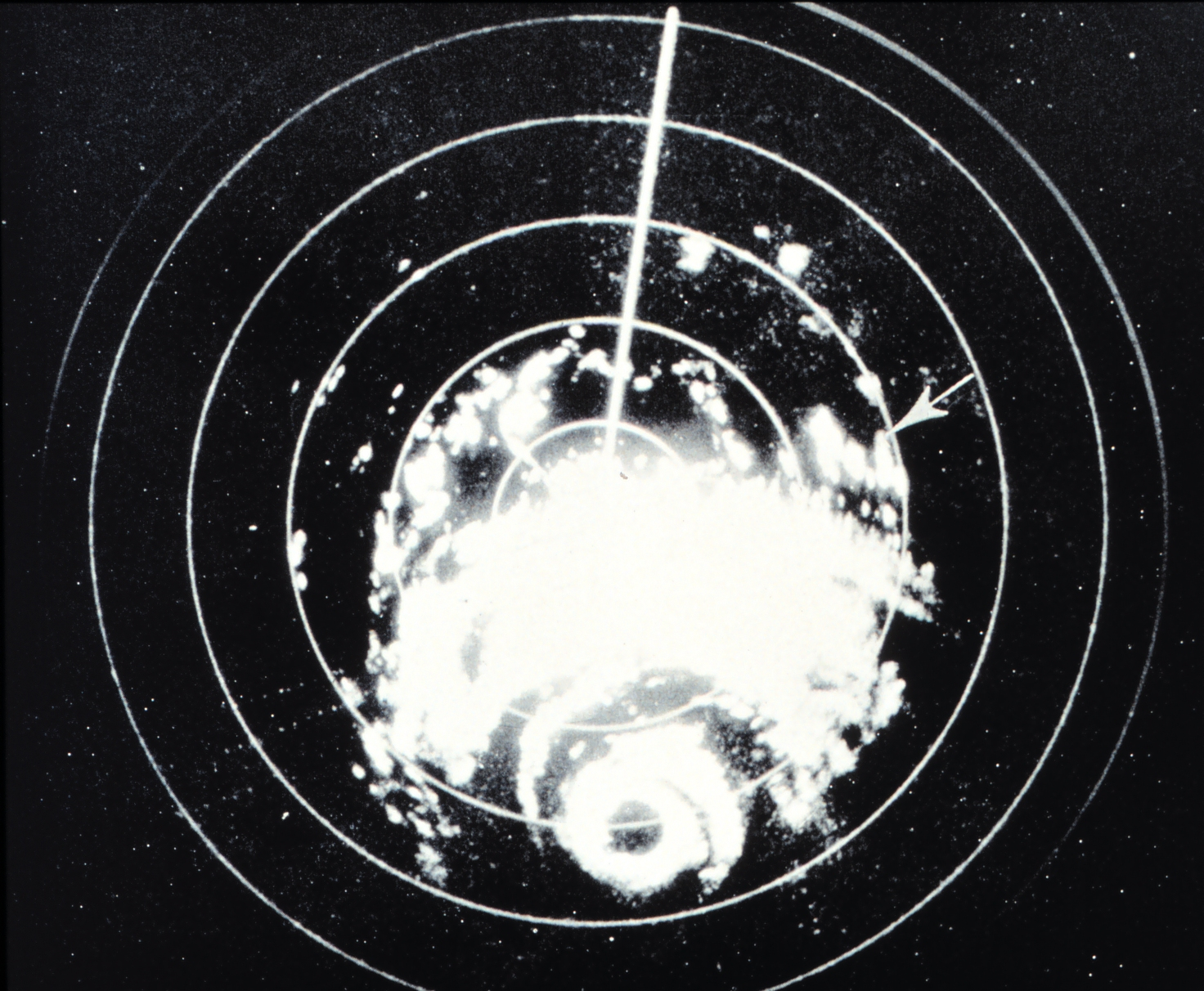
卡拉颶風的雷達顯像，近似於拉瑟用來報導風暴的新聞資料

拉瑟於1950年展開他的新聞生涯，擔任美聯社駐德州亨茨維爾的記者。1950年至58年，他在合眾國際社擔任記者，也待過德州數個電台，並在1954年至55年在休斯敦紀事報擔任記者。
1956、57年左右，拉瑟在休士頓的電台，一票到休士頓的樂者因持有海洛因被捕，當時人們對毒品的認知非常有限，拉瑟也完全不知道什麼是海洛因，甚至還在報導時發音錯誤，於是他在休士頓警方的協助下，親嚐海洛因，詳述注射海洛因的感受及負面影響，他描述為：「無法形容的地獄（a special kind of hell）」。
山休州大時期，拉瑟曾在亨茨維爾的電台KSAM-FM播報國、高中、和山休州大的美式足球比賽。稍後，他也曾擔任休士頓大學美式足球隊的比賽播報員長達四個球季 。1959年，拉瑟擔任美國職棒小聯盟3A美國協會聯盟（1997年已解散）休士頓水牛隊的比賽播報員。
同年，他在ABC新聞休士頓子台KTRK-TV擔任記者，開始電視記者生涯。後來，拉瑟被拔擢為CBS (電視網)休士頓子台KHOU-TV的新聞主任，國家廣播公司休士頓子台的新聞主任Ray Miller也在拉瑟早年給予他許多指導。
拉瑟是第一個用氣象監視雷達圖像報導氣象的人。1961年9月，拉瑟在德州衝浪海灘連線報導衝擊德州海岸的卡拉颶風。拉瑟在自傳中提及，當時電視台還沒有自己的雷達系統，也沒有現代的雷達技術，可以將雷達顯像與地圖結合，所以拉瑟帶著攝影組到美國國家氣象局，氣象局有一個WSR-57雷達控制台，位於德州加爾維斯頓市中心第25街的郵政大樓5樓（天線和天線罩殼位於7樓上方的屋頂上）。
後來氣象局一氣象學家在塑料片上大致畫出墨西哥灣的輪廓，再將塑料片與黑白顯像的雷達顯像重疊，如此一來，拉瑟就可以告訴觀眾卡拉颶風到底多大，還有颶風眼在哪。這項創舉也被視為德州歷史標誌，被記載在郵局旁的石碑上，後來這種報導方式也被爭相模仿。
拉瑟此舉讓CBS高層印象深刻，給了他CBS新聞記者的工作，但拉瑟拒絕了，他先要跟其他地方和全國電視記者一樣，當風暴朝逐漸逼近時，沿著海堤向觀眾報導卡拉，並追蹤後續影響，三個月後，他接受了CBS記者的工作。
1962年2月28日，拉瑟離開休士頓到紐約市展開六個月的試用期，融入東岸對拉瑟來講並不簡單，他在CBS的第一批報導包括美國航空公司1號班機在牙買加彎失事，還有孩童在紐約州賓漢頓市醫院窒息的新聞。不久，拉瑟被任命為德州達拉斯的CBS西南新聞中心主任，1963年8月，他又被派任路易斯安那州紐奧良的南美國新聞中心主任，負責報導美國中部、南部、西南部和墨西哥的新聞。正因如此，拉瑟報導甘迺迪遇刺的新聞只是遲早而已。

## CBS新聞時期

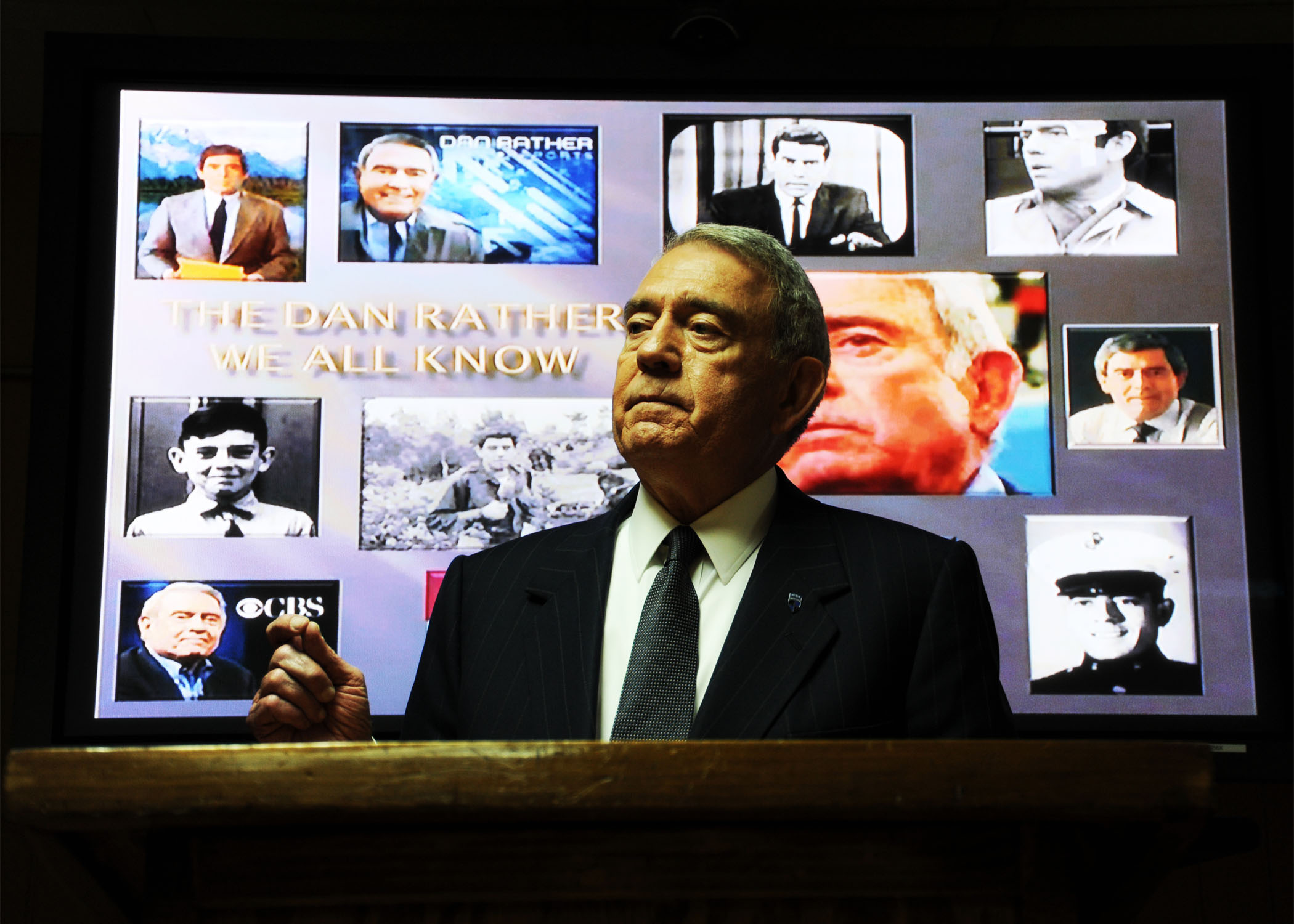
2011年7月，在阿富汗首都卡布爾艾格斯軍營，丹‧拉瑟與一群北大西洋公約組織指揮官分享他六十一年的記者生涯。

### 從甘迺迪遇刺案到水門案
在他與捉刀人Mickey Herskowitz合寫的自傳中，拉瑟提及，11月22日那天早上，他去採訪前副總統 John Nance Garner在他德州尤瓦爾迪郡的農場慶祝95歲生日（拉瑟誤植為98歲），所以拉瑟返回達拉斯遞交採訪影帶 。雖然拉瑟8月授命在紐澳良設置CBS南方新聞中心，但他11月才從達拉斯搬到紐奧良，除非紐約需要CBS達拉斯子台KRLD-TV（現為KDFW）的影片，拉瑟不會到達拉斯。雖然拉瑟並沒有被指派報導達拉斯的新聞，但拉瑟說他剛好就在「鐵軌的另一側，已超過三重地下道（The Triple Underpass），跟一塊日後將牽涉眾多陰謀論的草地小丘僅有三十碼的距離。」
拉瑟當下要從攝影車取得影片，拿到電視台編輯，他說他並沒有目擊槍擊，也沒有聽到槍聲、沒有察覺任何造成騷動的跡象，直到他抵達KRLD電視台，於是他開始一路狂奔，穿越遇刺點Dealey Plaza，「我永遠不會忘記我在鐵軌上看到的景象，有些人在躺在草地上，有些人在尖叫、奔竄、胡亂指點，警察塞滿了各處，然後我聽到一個壓過喧鬧聲的鮮明吼叫:『大家不要驚慌！』但當然徒然無功，望眼所及都亂成一團。」